# Illyrisk religion
Illyrisk religion syftar på den religion som utövades av illyrerna, en folkgrupp indelad i olika stammar som talade illyriska och bebodde västra delen av Balkanhalvön under antiken från åtminstone 700 f.Kr. till 600-talet e. Kr., fram till att dessa kristnades på 300-talet.
Den illyriska religionen är bristfälligt dokumenterad. Åtminstone en del av den tycks ha härstammat från proto-indoeuropeisk mytologi, och tillsammans med dacisk mytologi och thrakisk mytologi utgör den också en del av paleo-balkansk mytologi.
Den bevarade dokumentationen består främst av namn, platser och knapphändiga fraser. Spåren av religion före den romerska eran består främst av en symbolik som tyder på att solen tillhörde en av illyrernas främsta gudomar. Illyrernas gudar är främst kända från inskriptioner, statyer, monument och mynt från den romerska tiden, då de identifieras genom Interpretatio graeca, vilket gör att en del kan utläsas genom jämförelser med mer kända samtida religioner. Det tycks inte som att illyrerna utvecklade ett sammanhängande panteon av gudar som gällde för alla illyrer i hela Illyrien: istället präglades området av lokala variationer av samma religion, även om en del av gudarna tycks ha varit populära över större områden än andra, medan vissa endast förekom i begränsade områden.
Utöver dyrkan av gudar ingick en totemism i illyrernas föreställningsvärld, och djur tycks ha spelat en viss roll i förfädersdyrkan: i denna del av religionen spelade ormen en enorm roll, jämförbar med solens i den andra delen av religionen. Tron på magiska amuletter för att skydda mot det onda ögat tycks också ha existerat.
Illyrisk religion utgör troligen av en källorna till de albanska folksagorna och legenderna, och spår av den dröjer sig kvar i sedvänjor bland albaner, kroater, bosnier, serber och montenegriner.